# Raman Hui
Raman Hui (許誠毅 en chinois traditionnel), né à Hong Kong en 1963, est un réalisateur et animateur chinois.

## Filmographie

### Réalisateur
- 1994 : Sleepy Guy
- 2000 : Fat Cat on a Diet
- 2007 : Shrek le troisième coréalisé avec Chris Miller
- 2008 : Kung Fu Panda : Les Secrets des cinq cyclones
- 2010 : Shrek, fais-moi peur ! coréalisé avec Gary Trousdale
- 2010 : Donkey's Christmas Shrektacular
- 2012 : Le Chat potté : Les Trois Diablos
- 2015 : Monster Hunt
- 2018 : Monster Hunt 2
- 2024 : La Légende du tigre (coréalisé avec Yong Duk Jhun et Paul Watling)

### Acteur
- 2003 : Sinbad : La Légende des sept mers : Jin

### Animateur
- 1991 : Muppet's Vision 3D
- 1991 : The Last Halloween
- 1994 : Une équipe aux anges
- 1995 : Les Simpson (1 épisode : Simpson Horror Show VI)
- 1995 : Batman Forever
- 1996 : The Arrival
- 1998 : Fourmiz
- 2000 : Fat Cat on a Diet
- 2001 : Shrek
- 2003 : Shrek 4-D
- 2004 : Shrek 2
- 2004-2005 : Le Roi de Las Vegas (14 épisodes)
- 2005 : Madagascar
- 2007 : Joyeux Noël Shrek !
- 2009 : Joyeux Noël Madagascar
- 2010 : Shrek 4
- 2011 : Le Chat potté
- 2012-2013 : Dragons : Cavaliers de Beurk (29 épisodes)

### Storyboardeur
- 2004 : Shrek 2
- 2010 : Donkey's Christmas Shrektacular